# Taquaral de Goiás
| Taquaral de Goiás                      | Taquaral de Goiás                                        |
| -------------------------------------- | -------------------------------------------------------- |
|                                        |                                                          |
| Wappen                                 | Flagge                                                   |
| Wappen von Taquaral de Goiás unbekannt | Flagge von Taquaral de Goiás unbekannt                   |
| Karte                                  |                                                          |
|                                        |                                                          |
| Basisdaten                             |                                                          |
| Staat:                                 | Brasilien (BRA)                                          |
| Bundesstaat:                           | Goiás (GO)                                               |
| Mesoregion:                            | Zentral-Goiás                                            |
| Mikroregion:                           | Anápolis                                                 |
| Geografische Lage:                     | 16° 3′ S, 49° 36′ W                                      |
| Angrenzende Gemeinden:                 | Itaguari, Jaraguá, Santa Rosa de Goiás, Itauçu, Itaberaí |
| Distanz zu Goiânia:                    | 95 km                                                    |
| Zeitzone:                              | UTC-3 Sommer: UTC-2                                      |
| Höhe:                                  | 769 m ü. NN                                              |
| Fläche:                                | 201,392 km²                                              |
| Einwohner:                             | 3.540                                                    |
| Bevölkerungsdichte:                    | 17,6 Einwohner / km²                                     |
| Telefonvorwahl:                        | +55 62                                                   |
| Postleitzahl (CEP):                    | 76640-000                                                |
| Adresse der Stadtverwaltung:           | Pça. dos Três Poderes, 1000 Setor Centro                 |
| Offizielle Website:                    |                                                          |
| Jahrestag:                             | 1. Oktober                                               |
| Gemeindegründung:                      | 1963                                                     |
| Politik                                |                                                          |
| Bürgermeister:                         | Welington José Siqueira (PMDB), 2009–2012                |
| Vize-Bürgermeister:                    |                                                          |

Taquaral de Goiás ist eine brasilianische politische Gemeinde und Kleinstadt im Bundesstaat Goiás in der Mesoregion Zentral-Goiás und in der Mikroregion Anápolis. Sie liegt westlich der brasilianischen Hauptstadt Brasília und nördlich von Goiânia, der Hauptstadt des Bundesstaates.

## Geographische Lage
Taquaral de Goiás grenzt an die Gemeinden:
- Im Norden an Itaguari und Jaraguá
- Im Osten an Santa Rosa de Goiás
- Im Süden an Itauçu
- Im Westen an Itaberaí